# La Cala Golf & Country Club

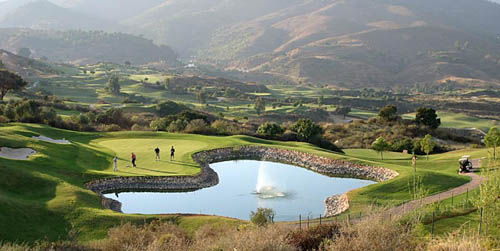
La Cala Golf & Country Club

La Cala Golf & Country Club is een golfclub aan de kust van Mijas in de provincie Málaga.
De Cala Resort is een gebied tussen de Middellandse Zee en het Mijas natuurgebied en beslaat van ongeveer 2000 hectare. De golfclub beschikt over drie golfbanen, de Campo Europa, de Campo Asia en de Campo America. Al deze golfbanen zijn ontworpen door architect Cabell B. Robinson.
Campo America en Campo Asia hebben een par van 72, en liggen in de heuvels. De Campo America heeft de hoogste moeilijkheidsgraad. De Campo Europa is korter en heeft een par van 71. Door de Campo Europa loopt de rivier Ojén, die op zeven holes deel uitmaakt van de baan. Op drie plaatsten doorsnijdt hij een fairway.

## Toernooien
Op La Cala zijn verschillende nationale en internationale toernooien gespeeld, o.a. de Tourschool van de Ladies European Tour en van de Spaanse PGA Tour.